# Baudouin de Belgique (1869-1891)
Vous lisez un « article de qualité » labellisé en 2020.
Pour l’article homonyme, voir Baudouin de Belgique.
Baudouin de Belgique, de son nom de naissance Baudouin de Saxe-Cobourg et Gotha, né le 3 juin 1869 à Bruxelles dans le palais du comte de Flandre et mort au même lieu, le 23 janvier 1891, est un prince de Belgique, duc de Saxe, prince de Saxe-Cobourg et Gotha.
Il est le fils aîné du prince Philippe, comte de Flandre, et de Marie de Hohenzollern-Sigmaringen, ainsi que le neveu du roi Léopold II. Il est, à sa naissance, second après son père dans l'ordre de succession à la couronne, après la mort de son jeune cousin Léopold de Belgique, survenue en janvier 1869.
Destiné, selon toute vraisemblance, à devenir le troisième roi des Belges, il bénéficie de l'attention de son oncle Léopold II qui veille à le former comme futur souverain. Initialement éduqué par Jules Bosmans, un avocat aux opinions libérales modérées, il devient, en 1884, le premier membre de la famille royale à intégrer un établissement scolaire public, l'École royale militaire.
Doté d'un gouverneur, Oscar Terlinden, qui supervise sa formation militaire, Baudouin accomplit son parcours conjoint d'étudiant et de soldat jusqu'en 1888. Pour ses vingt ans, il est promu capitaine et commande la Ire compagnie du régiment des carabiniers. Progressivement, il apparaît en public lors de divers événements officiels, tant en Belgique, qu'en Allemagne ou en France.
Sa popularité croît rapidement dans le royaume. C'est particulièrement le cas lorsqu'il prononce un discours en néerlandais, à Bruges, en 1887, qui lui vaut le vocable de « prince bilingue », à l'heure où les revendications de la communauté flamande s'expriment dans le pays.
Influencé par la culture germanique de ses grands-parents maternels Hohenzollern, il tisse avec eux des liens privilégiés. Léopold II veille à assurer un équilibre entre les deux puissances voisines de la Belgique : Baudouin assiste à des manœuvres militaires en Allemagne et se rend en France lors de l'Exposition universelle de 1889.
En 1891, Baudouin de Belgique meurt subitement à l'âge de vingt et un ans, emporté par une pneumonie. C'est donc son frère cadet, le prince Albert, qui devient roi des Belges en 1909, sous le nom d'Albert Ier.

## Biographie

### Baudouin: un prénom emblématique

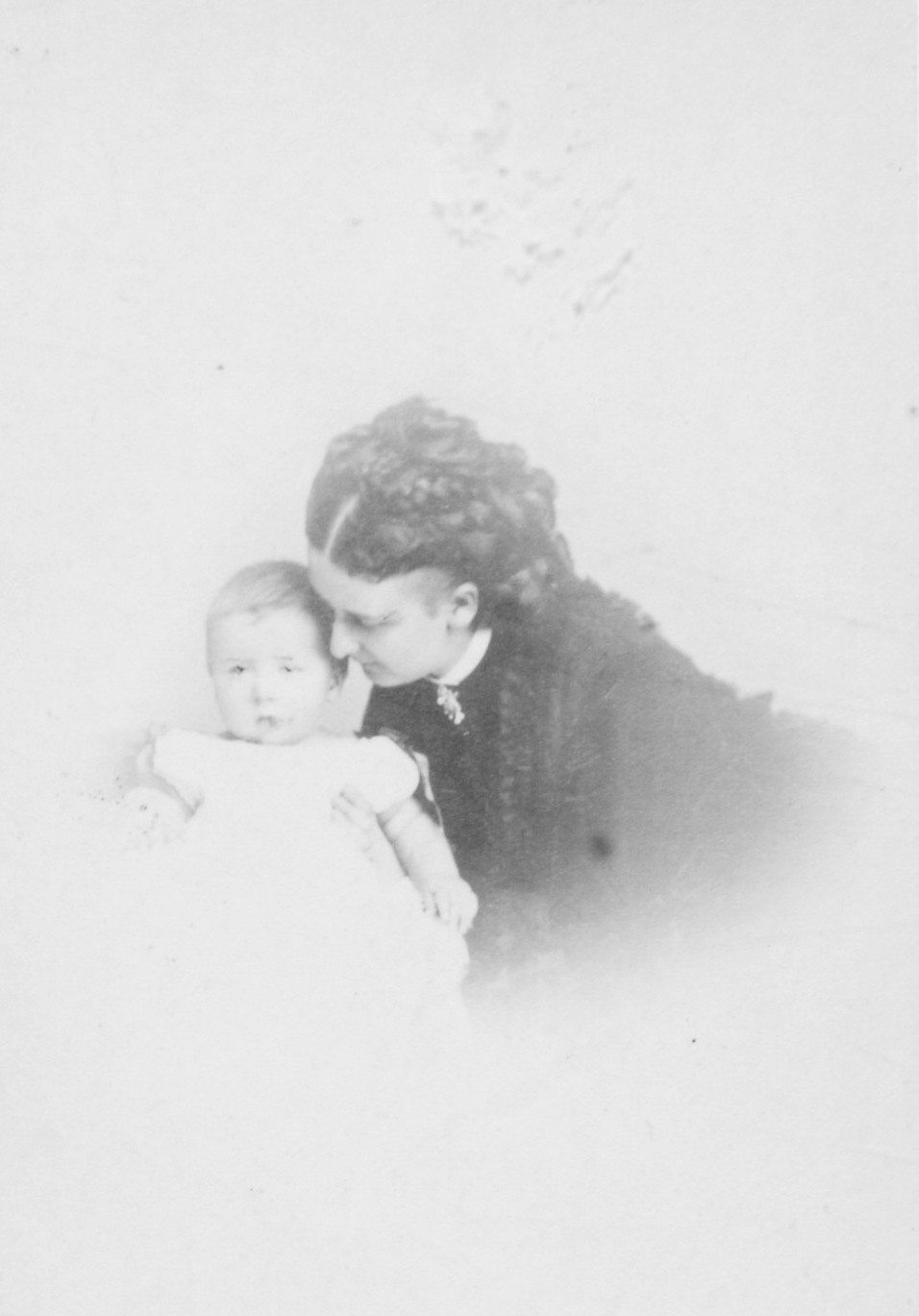
Baudouin et sa mère la comtesse de Flandre photographiés par Louis-Joseph Ghémar en 1869.

Baudouin est le fils aîné du prince Philippe, comte de Flandre, et de Marie de Hohenzollern-Sigmaringen. Privé d'héritier à la troisième génération de la récente dynastie belge par la mort prématurée de son fils Léopold, duc de Brabant en janvier 1869, le roi Léopold II attend impatiemment la délivrance de sa belle-sœur, la comtesse de Flandre, et espère ardemment qu'elle donne le jour à un nouvel héritier. Après un accouchement difficile, Baudouin naît le 3 juin 1869 à 18 h 30 au palais du comte de Flandre et porte les prénoms de « Baudouin Léopold Philippe Marie Charles Antoine Joseph Louis ».
Il est, à sa naissance, second après son père dans l'ordre de succession à la couronne. Son prénom emblématique rappelle habilement aux Belges de glorieux souvenirs auxquels on tente d'associer le nouveau-né. Le comte de Flandre renoue la trame interrompue des temps historiques en donnant à son fils le prénom de plusieurs comtes de Flandre s'étant illustrés au Moyen Âge,.
L'importance de sa naissance est reconnue en Europe : Le Debatte de Vienne publie les réflexions suivantes : « Pour la Belgique et pour l'Europe, la naissance du prince est un événement vraiment heureux. Elle est une garantie de l'indépendance de cet État qui, si petit qu'il soit, confond presque tous les autres États, grands et petits, du continent par l'excellence de toutes ses institutions [...] Cette naissance est une nouvelle garantie du maintien de la paix européenne qui serait fortement menacée si, ensuite de la vacance du trône belge, des voisins avides d'annexions cherchaient à s'assurer un butin que l'on ne leur abandonnerait pas sans de rudes luttes. ».
Il est baptisé au cours d'une cérémonie privée le 26 juin 1869 dans un salon du palais de ses parents, transformé pour la circonstance en chapelle par Victor-Auguste Dechamps, archevêque de Malines et donc primat de Belgique. Baudouin est tenu sur les fonts baptismaux par son parrain le roi Léopold II et sa marraine et grand-mère maternelle Joséphine de Bade. Un déjeuner de 14 couverts est servi après cette cérémonie rapide. Pour célébrer cet événement, les bourgmestres des communes bruxelloises distribuent une somme de 6 000 francs répartie entre les enfants de familles indigentes nés le même jour que le prince.
Sa naissance est suivie par celles de ses trois sœurs, puis d'un frère : en 1870, Henriette et sa jumelle Joséphine qui meurt au berceau ; en 1872, une troisième sœur à nouveau prénommée Joséphine ; Albert, né en 1875, complète la fratrie.

### Premières années et environnement familial

La comtesse de Flandre et ses enfants : Henriette, Albert, Baudouin et Joséphine photographiés par Jean Günther en 1878.

Le mariage de ses parents, à Berlin, en 1867, a été décidé pour des raisons politiques. La reine Victoria a volontiers prêté son concours à son cousin le roi Léopold II qui souhaitait que sa future belle-sœur soit issue d'une famille prussienne puissante. Cette union permet de raffermir la position du récent royaume de Belgique, entouré de deux voisines aux velléités annexionnistes : la France et la Prusse. Philippe se marie donc avec la fille de Charles-Antoine de Hohenzollern, autrefois ministre-président de Prusse, toujours très influent en Allemagne. Le prince Baudouin est imprégné dès l'enfance par une double influence culturelle : belge et germanique. N'ayant pas connu ses grands-parents paternels, Baudouin tisse des liens étroits avec sa famille Hohenzollern : non seulement ses grands-parents maternels, mais également son oncle Léopold et ses cousins Guillaume, Ferdinand (futur roi de Roumanie) et surtout Charles-Antoine, qui est son meilleur ami.
La vie familiale du jeune Baudouin a essentiellement pour cadre le luxe feutré du palais de ses parents, mais elle est également rythmée par des séjours réguliers au domaine des Amerois situé en Ardenne belge méridionale. Cet imposant château entouré de plus de six cents hectares de terres, à dix kilomètres de Bouillon, a été acquis par le comte de Flandre pour que son épouse puisse profiter d'une atmosphère lui rappelant sa Souabe natale. Les Flandre, parents et enfants, y demeurent durant tout l'été avant de se rendre durant deux mois environ dans les résidences des grands-parents Hohenzollern : au château de Sigmaringen, à la Weinbourg au bord du Lac de Constance ou encore à Krauchenwies.

### Étudiant et soldat

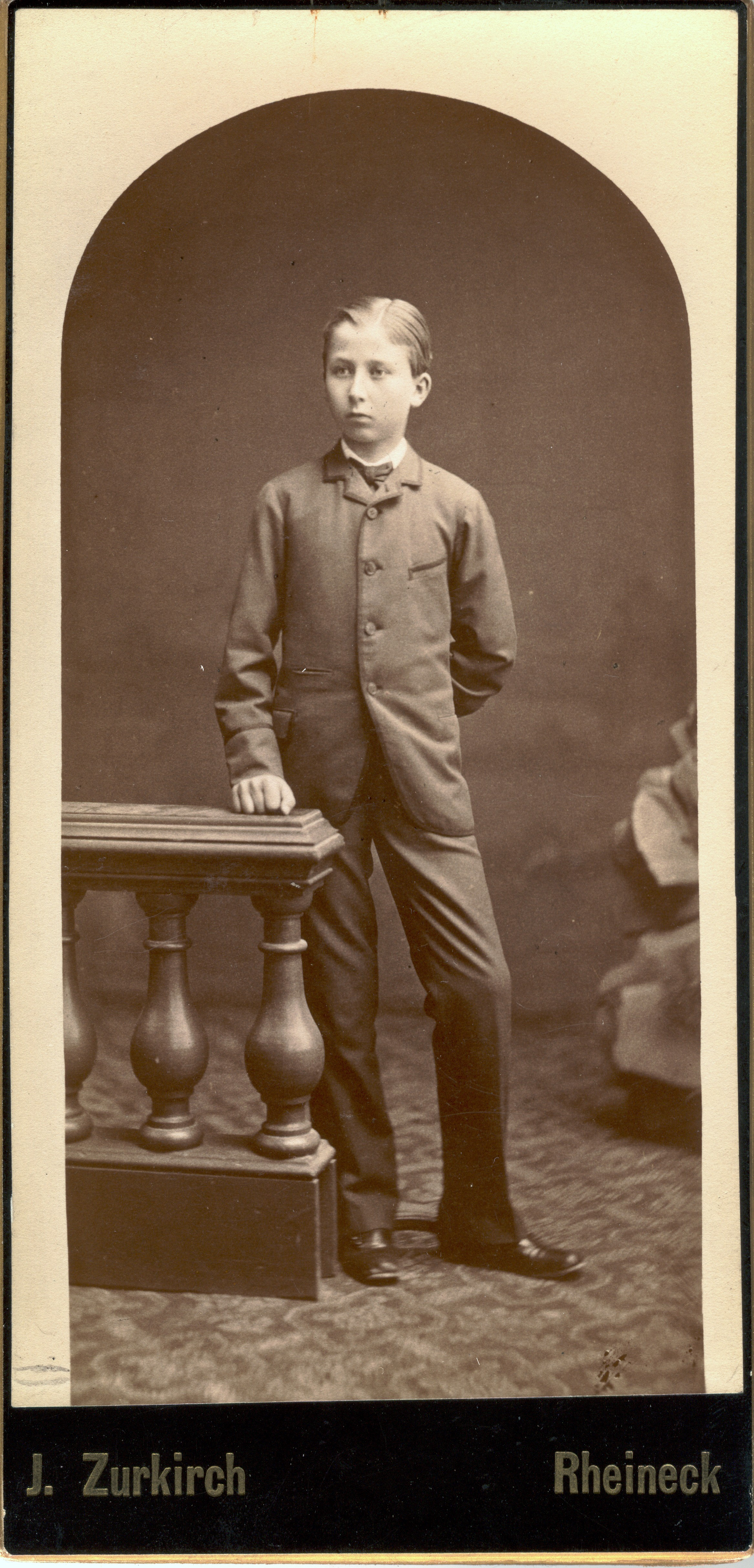
Le prince Baudouin photographié à Rheineck par J. Zurkirch en septembre 1881.

À l'instar de ses frère et sœurs, Baudouin reçoit initialement une instruction dispensée à domicile. En février 1876, il est placé sous la direction d'un gouverneur d'obédience libérale modérée : l'avocat Jules Bosmans. Ce choix déplaît aux milieux catholiques et militaires belges. Les premiers auraient souhaité un paroissien fervent, les seconds un gouverneur gradé dans l'armée. Jules Bosmans joue un rôle considérable dans la formation de son élève. Il ne se contente pas de lui inculquer des savoirs théoriques, il invite le prince à s'exprimer de manière personnelle sur des thèmes d'actualité, tels que la question sociale ou les avancées de la politique colonialiste de son oncle le roi Léopold II. Les horaires des cours sont denses, au point que la reine Victoria recommande à son cousin Philippe de ne pas trop faire travailler ses enfants.
Lors des vacances aux Amerois, le programme scolaire est quelque peu réduit, mais la comtesse de Flandre est très exigeante pour tout ce qui regarde l'éducation, l'instruction et la religion. Baudouin est un élève appliqué, doué, sérieux et pieux, mais sa mère regrette qu'il manque parfois d'énergie. Afin de rassurer les sphères catholiques, le chanoine Jean-Augustin Donnet, curé de la paroisse royale de Saint-Jacques-sur-Coudenberg, est désigné pour dispenser des cours de religion et de catéchisme, mais le comte de Flandre refuse que son fils se confesse avant l'âge de neuf ans.
En ce qui regarde les arts militaires, c'est Oscar Terlinden, officier d'ordonnance du comte de Flandre qui, dès 1881, l'initie à la théorie pour préparer l'entrée du prince à l'École militaire, le 2 mai 1884. Selon les vœux du roi Léopold II, Baudouin est le premier membre de sa famille à intégrer un établissement scolaire public afin d'être en contact avec des jeunes de son âge. C'est d'ailleurs le roi, accompagné du comte de Flandre, qui présente son neveu à l'École militaire en qualité d'élève de la 35e promotion d'infanterie et de cavalerie au cours d'une cérémonie solennelle dans la cour de la caserne Sainte-Élisabeth. Léopold II prononce un discours devant les professeurs et élèves rassemblés rappelant sa volonté de renforcer l'armée. Il insiste également sur l'importance qu'il accorde à l'apprentissage des langues étrangères afin que les officiers puissent directement consulter les ouvrages militaires étrangers. Cette entrée à l'École militaire marque une rupture avec la formation des princes de la génération précédente et instaure une tradition qui se perpétue encore en 2020.
Tout ce qui concerne le domaine des arts militaires (tactique, fortifications, commandement) l'intéresse particulièrement. Si Baudouin ne prise pas les mathématiques, il manifeste un vif intérêt pour les sciences, tout particulièrement pour la chimie : il aime répéter, devant sa sœur Henriette, les expériences qu'il a réalisées aux cours. Il se classe au premier rang de ses condisciples selon le directeur des études, le lieutenant-colonel Eugène Lasserre.

### Premiers pas dans la vie publique

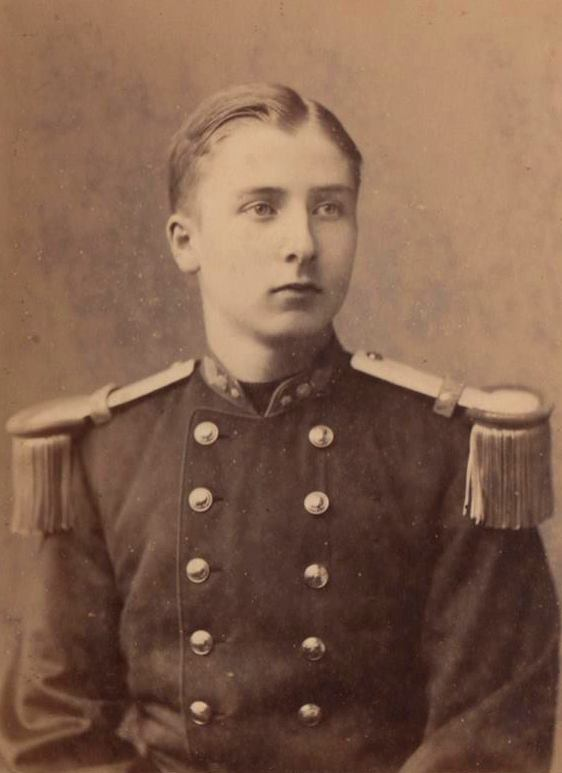
Le prince Baudouin en uniforme de sous-lieutenant des grenadiers photographié par Jean Günther le 8 mai 1887.

Le 9 avril 1885, lors des fêtes jubilaires qui célèbrent les 50 ans du roi Léopold II, Baudouin défile, avec ses camarades de promotion, dans les rues de Bruxelles. Il recueille l'attention du public qui voit en lui l'héritier du trône et le symbole de l'avenir. En juin 1885, Baudouin se rend en Allemagne pour assister aux funérailles de son grand-père maternel le prince Charles-Antoine auquel il était très attaché. Le mois suivant, une nouvelle obligation l'attend : en juillet 1885, il doit effectuer un important voyage d'instruction militaire en visitant les structures défensives de la ville d'Anvers avant de se rendre en septembre aux manœuvres militaires au camp de Beverloo. Le 1er mai 1886, il prête serment comme sous-lieutenant du régiment des grenadiers entre les mains du roi, lequel en profite pour souligner le rôle essentiel de l'armée belge et plaide implicitement pour le service militaire personnel. Baudouin écrit : « Je me trouvais donc désormais lié par l'honneur au roi et à la patrie [...] quant à mon amour pour la Belgique, j'ai la prétention d'être un vrai patriote. ».
Progressivement, en raison de sa position dynastique, Baudouin est moins maître de son emploi du temps. Il souhaiterait poursuivre ses vacances familiales aux Amerois, mais doit les écourter pour accomplir ses devoirs militaires. « Passer l'été à la campagne doit être le rêve de tout homme » écrit-il en 1886. Le 19 décembre 1886, il fait son « entrée dans le monde » en participant au bal de la Société de la Grande Harmonie de Bruxelles. En février 1887, alors qu'il va atteindre ses 18 ans, le dernier rapport concernant les études de Baudouin mentionne que le prince possède toutes les connaissances scientifiques et littéraires du programme des humanités, hormis la langue grecque qu'il n'a pas étudiée à la demande de son père. En latin, il parvient à traduire assez aisément Horace, Tacite et Virgile. Il reçoit aussi des leçons de droit constitutionnel et d'économie politique. Ce rapport scolaire propose de supprimer les leçons de l'après-midi pour qu'il apprenne à gérer son emploi du temps et déconseille son inscription à l'université.
Baudouin doit également accomplir, accompagné par son père, en représentation du roi, des obligations officielles qui le marquent profondément, comme à Quaregnon, lors de la catastrophe minière du 4 mars 1887, où l'on déplore la mort de 113 mineurs. « Nous sommes d'abord allés à la fosse, et nous avons vu remonter trois cadavres ; ils étaient couverts de blessures, et l'un d'eux était complètement méconnaissable », écrit Baudouin à sa mère. La semaine suivante, Baudouin se rend en Allemagne afin de célébrer les 90 ans de l'empereur Guillaume Ier à Berlin en compagnie de son père. Il est officiellement présenté à l'empereur allemand.
Dès ses dix ans, le prince Baudouin est à même de s'exprimer dans un allemand et un anglais corrects. Il possède également de bonnes notions de néerlandais, qu'il maîtrise cependant moins bien – surtout oralement – que les autres langues qu'il connaît. À Bruges, le 17 août 1887, lors des fêtes de l'inauguration du monument dédié aux héros des matines brugeoises Jan Breydel et Pieter de Coninck, Baudouin répond, brièvement mais adéquatement, en néerlandais à une allocution de bienvenue. La presse monarchiste amplifie à dessein cet épisode afin de donner des gages à une communauté dont les revendications linguistiques commencent à s'exprimer. L'instrumentalisation de sa connaissance de la langue néerlandaise correspond, en réalité, à une manœuvre du roi, soucieux de s'attirer les faveurs de la communauté flamande. Baudouin est donc demeuré pour la postérité le « prince bilingue ».

### Léopold II forme son successeur

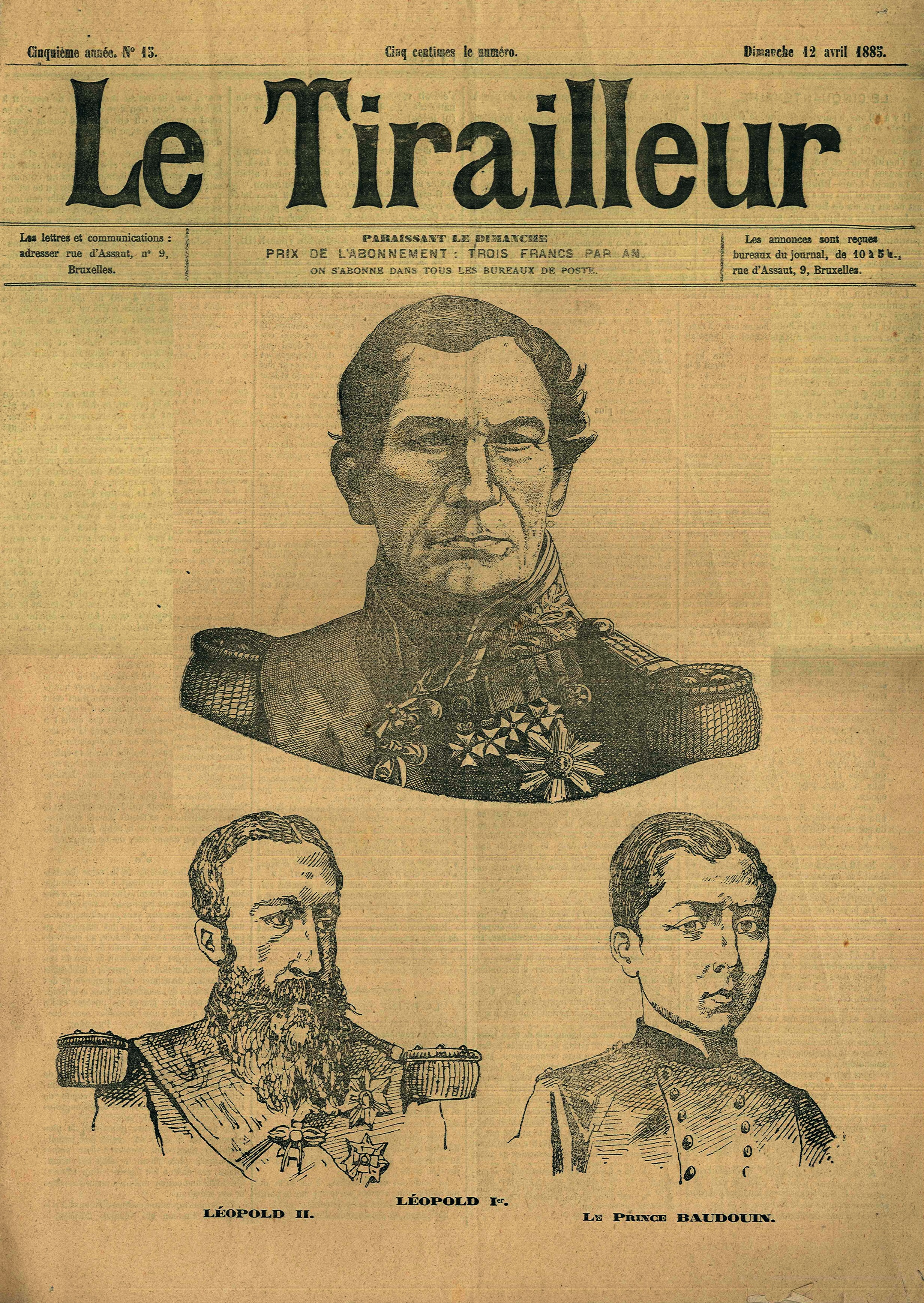
Allégorie de la dynastie belge représentant le passé, le présent et l'avenir (Le Tirailleur, 12 avril 1885).

Selon les mots de Léopold II, « Baudouin doit donner l'exemple à la jeunesse. » Se plaignant de n'avoir pas suffisamment bénéficié des enseignements de son père Léopold Ier, Léopold II possède le sens d'une vision à long terme. Il rappelle qu'en Allemagne l'héritier du trône bénéficie d'une solide formation et entend s'inspirer de cet exemple envers son neveu. Baudouin est donc informé sur divers sujets économiques et juridiques concrets par des conférenciers. Il commence également à étudier les règlements militaires. Une « Maison » est organisée autour de Baudouin en 1888 : Oscar Terlinden est nommé officier d'ordonnance du prince, mais le roi n'accepte pas que Jules Bosmans, un civil, soit gouverneur d'un prince ayant rang d'officier. Il nomme donc Albert Donny aide de camp de Baudouin en novembre 1888. Ce lieutenant-colonel d'artillerie fidèle au roi peut ainsi renseigner le monarque sur les faits et gestes de son neveu.
Après les manœuvres militaires annuelles, Baudouin jouit d'une grande liberté et voyage à sa guise en Belgique, en France et en Allemagne. Dans les faits, Baudouin n'accomplit qu'un service militaire assez réduit (il se rend à la caserne deux fois par semaine). Le comte de Flandre constitue un obstacle dans la communication entre le roi et Baudouin. Toutefois, un événement aussi tragique qu'imprévu donne au roi l'occasion de voir Baudouin en tête-à-tête : les funérailles de l'archiduc Rodolphe qui vient de se donner la mort à Mayerling. Léopold II demande à Baudouin de l'accompagner à Vienne aux obsèques de son gendre. Tous deux quittent Bruxelles en train avec la reine Marie-Henriette, le 1er février 1889. Au cours du voyage, le roi lui fait part de son intention de le désigner, pour ses vingt ans, capitaine en premier et de lui donner le commandement de la 1re compagnie du régiment des carabiniers qu'il est chargé d'administrer à partir de juin 1889.
Aux yeux de l'Europe, le roi Léopold II souhaite présenter un héritier soucieux du bien-être de ses futurs sujets et, le cas échéant, apte à défendre son pays sur lequel il est appelé à régner. En août 1889, Baudouin se rend à l'Exposition universelle de Paris où il est chaleureusement reçu par Cécile Carnot, l'épouse du président de la République, qui met à sa disposition sa loge à l'opéra. Début septembre, Baudouin assiste à des manœuvres militaires belges et déplore l'impression de désordre dans le mouvement des troupes, gênées de surcroît par des spectateurs trop envahissants. Quelques semaines plus tard, Léopold II envoie Baudouin le représenter aux manœuvres militaires de Hanovre et de Minden, où il admire la manière de commander de l'empereur allemand Guillaume II qui le reçoit avec une grande cordialité.

### Dernière année de Baudouin

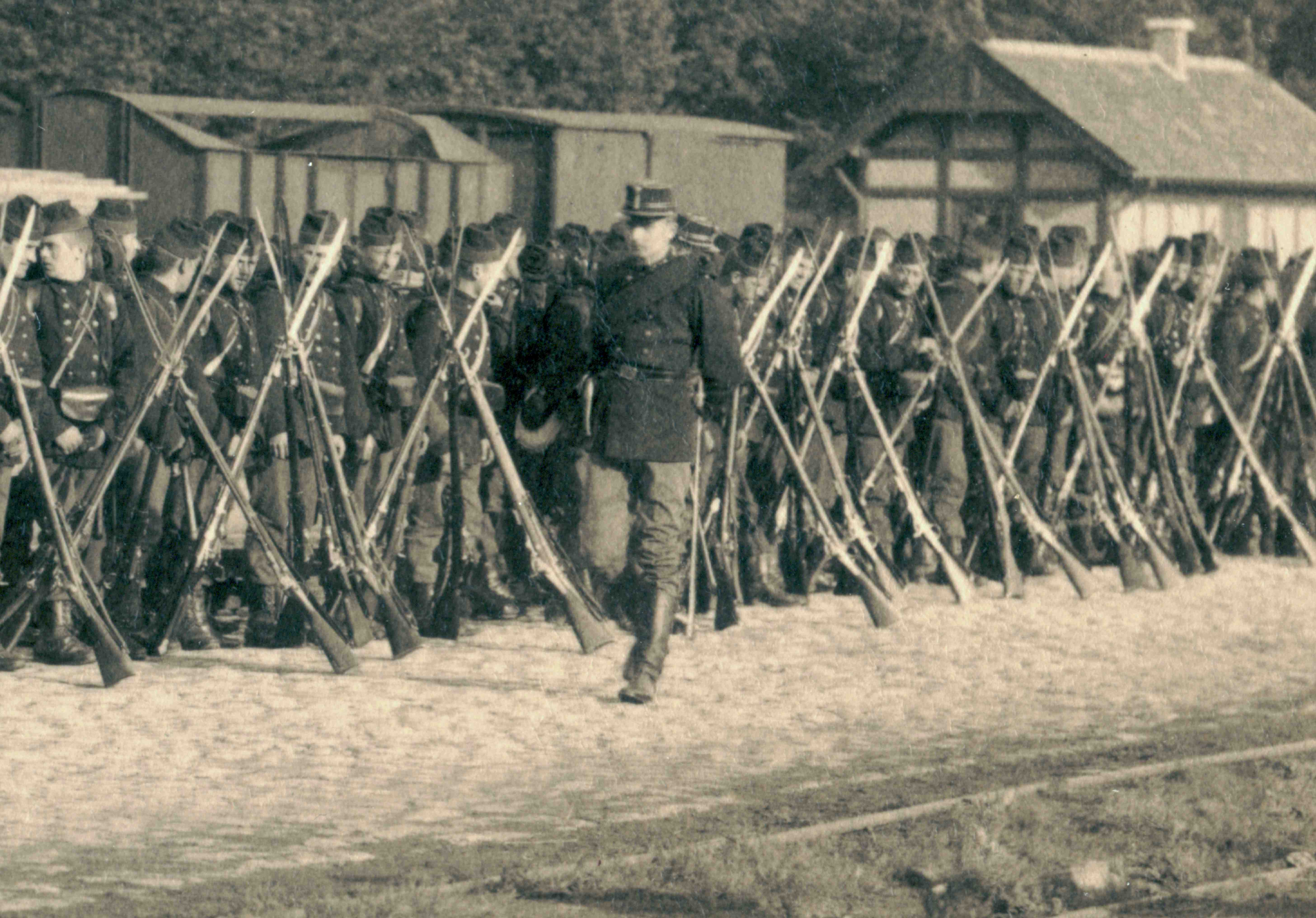
Le prince Baudouin et son régiment de carabiniers à Ypres le 30 août 1890.

Baudouin reste influencé par Jules Bosmans : le prince suit d'un œil attentif l'évolution économique et sociale de son temps. Sur les conseils de Bosmans, l'une des premières personnes qu'il fait appeler pour s'entretenir longuement avec elle est un professeur d'université de retour de Berlin, où il avait étudié les institutions protectrices de l'hygiène et de la vieillesse de l'ouvrier. À la suite de violents mouvements de grève dans le pays, Baudouin écrit : « Il faut s'occuper de l'ouvrier, le bien traiter, lui venir en aide, sans quoi il est livré d'avance aux meneurs anarchistes. Jamais il ne reçoit de bons conseils, tandis que constamment, on cherche à l'entraîner dans le parti socialiste. Comment veut-on que cet homme qui, le plus souvent est miné par la misère, et dont l'ignorance est complète, résiste aux tentations que lui donne la perspective du pillage ? . ». Lors d'une visite le 9 juillet 1890 aux usines de Couillet, Baudouin s'informe surtout au sujet des écoles, de l'hôpital, des caisses de secours et de retraite. Il entre dans plusieurs des maisons ouvrières de l'établissement et interroge de nombreux ouvriers. Si la vision que Baudouin a de la question sociale est empreinte de paternalisme, l'intérêt qu'il y porte est sincère. Bosmans l'invite à réfléchir à la façon d'améliorer le sort des classes laborieuses, sans recourir au socialisme.
Sur le plan personnel, Baudouin acquiert davantage d'indépendance. À partir de 1890, il occupe l'aile droite du palais du comte de Flandre, mais continue à dîner avec ses parents car il aime la vie qu'il mène avec les siens et ne souhaite ni se marier, ni s'établir ailleurs. Il n'est plus tenu de demander à son père l'autorisation de se rendre aux invitations qu'il reçoit en Belgique. D'une grande piété, il reste assez réservé de caractère et fuit les mondanités. Ses goûts le portent vers la chasse et les concours hippiques. Il n'aime la foule que lors des cérémonies officielles et prise les parades monarchiques, étant le plus traditionaliste des enfants du comte de Flandre. Favorablement apprécié dans les Flandres à la suite de l'allocution prononcée à Bruges, et en Wallonie aux fêtes jubilaires de Liège le 29 juillet 1890 en qualité de représentant du roi Léopold II, sa présence dans la cité ardente lui vaut une série d'ovations, toutefois minorées par quelques sarcasmes de la presse socialiste prétendant qu'il a sciemment reporté d'un jour sa visite par crainte d'assister à des manifestations républicaines. Au banquet donné par la division d'artillerie de la garde civique à ses frères d'armes du pays, le prince Baudouin répond au toast du bourgmestre de Liège en des termes patriotiques qui sont couverts d'applaudissements. En dépit de quelques attaques ponctuelles de la presse hostile à la royauté, la popularité du prince est donc bien assise.
Du 2 au 9 septembre 1890, Baudouin participe activement aux manœuvres militaires qui ont lieu cette année à Roulers en présence de 12 000 militaires. Il constitue le point de mire de l'événement. Le quotidien La Meuse relate ironiquement : « La préoccupation dominante chez les populations que l'on coudoie c'est de contempler le prince Baudouin. Le pauvre garçon à la tête de sa compagnie avait l'air assez embarrassé tout à l'heure, en entrant à Roulers, devant les ovations que lui faisait la foule. Son nom est dans toutes les bouches, et il ne serait pas étonnant que cet hiver, aux veillées, sous le chaume, on contât ses exploits. Il est évidemment le héros de la fête. » Faisant fi de ces quelques critiques, son oncle Léopold II écrit : « La présence de Baudouin à la tête de sa compagnie a fait un excellent effet. Il a, paraît-il, été partout fort bien accueilli. ». En automne, il est question d'un mariage entre Baudouin et sa cousine Clémentine, fille puînée de Léopold II. Cependant, si sa cousine lui voue des sentiments amoureux, ceux-ci ne sont pas réciproques et Baudouin ne souhaite d'ailleurs pas se marier. Ses parents le soutiennent dans son refus, accentuant le refroidissement des relations entre les Flandre et le roi déjà délétères depuis plusieurs années.

### Une mort inopinée

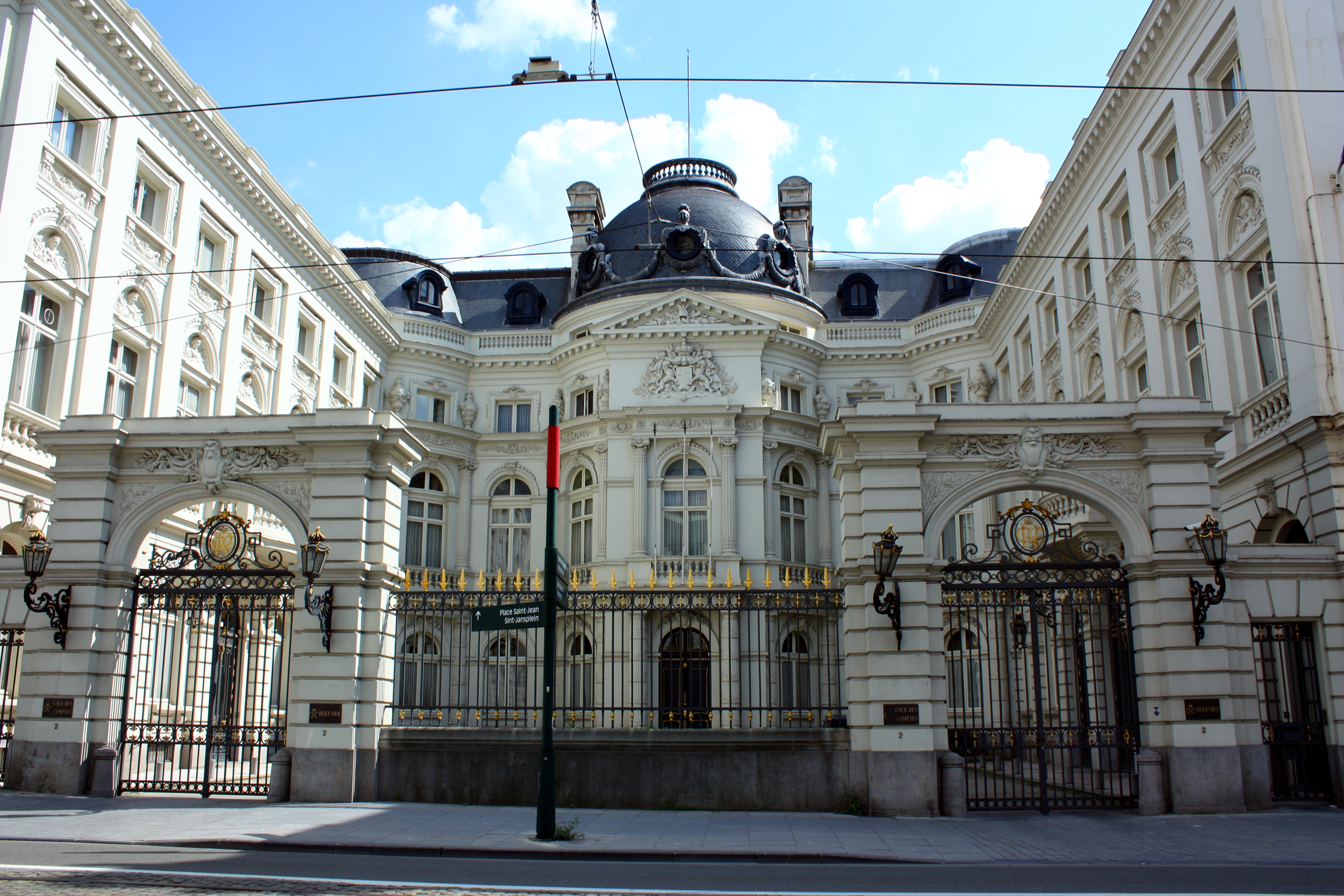
Le Palais du comte de Flandre où est né et mort le prince Baudouin.

Le 16 décembre 1890, Baudouin assiste à l'entrée de son frère Albert à l'École royale militaire ; il contracte un tenace mal de gorge qui le contraint de suspendre le commandement de ses troupes à la caserne durant quelques jours. De santé relativement fragile, Baudouin a toujours été sujet à nombreuses angines et pharyngites. Ce mois de décembre est glacial : il gèle en permanence. Le 3 janvier 1891, il donne un exposé à la caserne au sujet de l'adoption dans l'armée d'un nouveau type de fusil à tir rapide et de poudres nouvelles ; spontanément, les officiers demandent que le prince permette l'impression de son travail. Cependant, sa modestie s'y refuse. « Mon travail n'est pas assez intéressant, leur dit-il, à mon âge on pose les questions, on peut discuter, mais on n'en donne pas la solution. »
Deux jours plus tard, Henriette est contrainte de s'aliter en raison d'une pneumonie infectieuse. Dans la nuit du 8 au 9 janvier, on craint pour sa vie : on lui administre les derniers sacrements, mais elle survit, même si son état demeure fragile. Baudouin se rend à l'extérieur le 14 janvier et prend de nouveau froid. Il se rend plusieurs fois par jour au chevet d'Henriette, traversant les couloirs glacials du palais. Le 17, fiévreux, il fait appeler son médecin, lequel diagnostique un état catarrhal. Son état général se dégrade rapidement. Le comte de Flandre tient informé le roi quotidiennement. Le 22 janvier, à la pathologie pneumologique initiale vient s'adjoindre une complication de néphrite aiguë avec hémorragie rénale aggravée par une endocardite. Il meurt le 23 janvier 1891 à 1 h 45 du matin, entouré de ses proches. Dès l'aube, la funeste rumeur court dans les rues de Bruxelles. À sept heures du matin, le télégraphe diffuse dans tout le pays ce message : « S.A.R. Monseigneur le Prince Baudouin est mort cette nuit à une heure quarante cinq minutes. »

### Funérailles

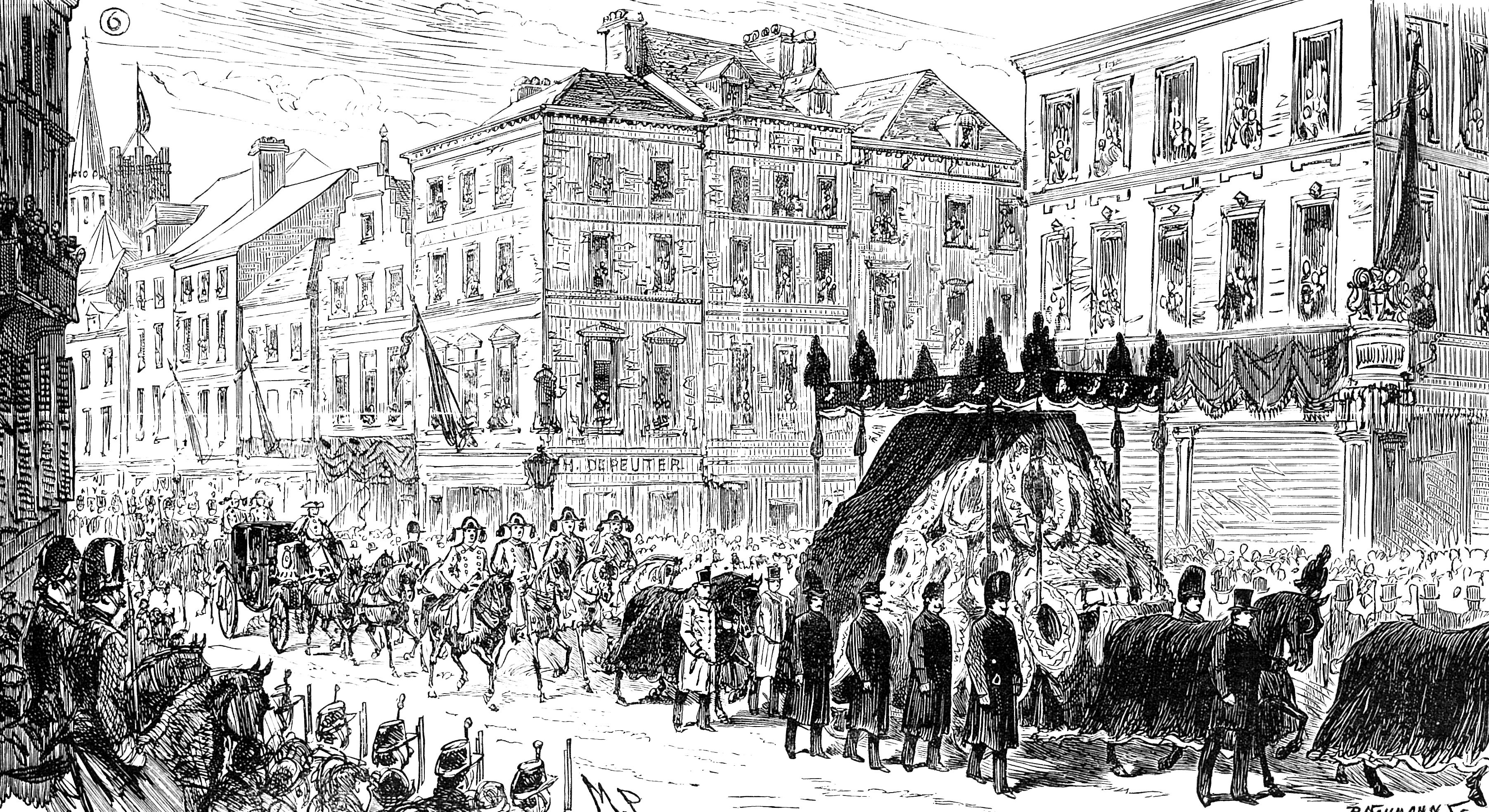
Funérailles du prince Baudouin, gravure de Paul Naumann publiée dans The Illustrated London News le 7 février 1891.

Les funérailles de Baudouin ont lieu le 29 janvier 1891. Dans un premier temps, le roi envisage de refuser toutes les missions étrangères ; mais il se ravise et accepte la venue de certaines d'entre elles en plus du cercle familial. Sont présents Henri de Prusse (frère de l'empereur allemand), Henri de Battenberg (gendre de la reine Victoria), Frédéric-Auguste de Saxe, Philippe de Saxe-Cobourg, Léopold de Hohenzollern (frère de la comtesse de Flandre) et ses deux fils Guillaume et Charles-Antoine, ainsi que Frédéric de Hohenzollern. Les grands corps de l'État ne participent pas au cortège, hormis les membres du Sénat et de la Chambre. À la hâte, le roi doit commander la réalisation d'un char funèbre car la cour de Belgique n'en possède pas. Sur le parcours du cortège funèbre, la foule nombreuse est difficilement contenue par les forces de l'ordre. On déplore quelques blessés dus aux bousculades et aux poussées de l'assistance, mais aucune manifestation anti-monarchique, ainsi que le craignait le roi, n'a lieu. Les correspondants des journaux étrangers sont impressionnés par le deuil général qui règne à Bruxelles, où la plupart des maisons sont pavoisées de noir. Le service funèbre est célébré en la cathédrale Saints-Michel-et-Gudule, suivi par l'inhumation à la crypte royale à l'église Notre-Dame de Laeken.

## Titulature
- 3 juin 1869 — 23 janvier 1891 : Son Altesse Royale le prince Baudouin, duc de Saxe, prince de Saxe-Cobourg et Gotha.

Le 14 mars 1891, un arrêté royal octroie à Baudouin, ainsi qu'à l'ensemble de sa famille (ses parents le comte et la comtesse de Flandre, ses sœurs Henriette et Joséphine et son frère Albert), le titre de « prince de Belgique ». Baudouin n'est donc stricto sensu prince de Belgique qu'à titre posthume.

## Héraldique
| Blason de Baudouin de Belgique (1869-1891) | Blason  | De sable, au lion d'or, armé et lampassé de gueules (de Belgique), chargé d'un écusson burelé de dix pièces d'or et de sable au crancelin de sinople, brochant en bande (de Saxe), le tout brisé d'un lambel de gueules chargé d'un annelet d'or. |
| Blason de Baudouin de Belgique (1869-1891) | Détails | Officiel (1880). |

## Dans la culture
Le prince Baudouin n'apparaît ni dans la statuaire publique, ni en philatélie.

### Peinture
Le prince Baudouin a été représenté par différents artistes peintres :
- Alexandre Robert (vers 1880) avec sa sœur Henriette, conservé au palais royal de Bruxelles[6].
- Vital Keuller (1891), conservé aux musées royaux des Beaux-Arts de Belgique (inventaire 11347)[7].
- Jean-François Portaels (1891), conservé au palais royal de Bruxelles[8].
- Léon Herbo (1892), acquis et conservé par la questure du Sénat (Belgique) depuis 1894[9].
- Gustave Vanaise (1893), conservé aux musées royaux des Beaux-Arts de Belgique (inventaire 3245)[10].
- Louis Delattre (1958) : L'Ascension du prince Baudouin, œuvre surréaliste présentée lors d'une exposition d'art naïf à Knokke[B 27].

### Musique
- Une cantate À la mémoire de Son Altesse Royale le Prince Baudouin est composée par le sous-lieutenant Crèvecœur sur une musique de Victor Turine, chef de musique des carabiniers (1898)[11].

### Numismatique
- Fernand Dubois, médailleur belge, réalise en 1891 pour la société royale de numismatique de Belgique un jeton à l'effigie du prince Baudouin, en hommage au prince qui était membre d'honneur de la société[12].

### Domaine muséal
- Musée royal de l'Armée et de l'Histoire militaire : quelques objets personnels du prince Baudouin, notamment un fusil Mauser belge de 1889, y sont exposés[13]. Le musée conserve aussi son équipement militaire : sabres, revolver d'ordonnance, épaulettes, fourragères, bonnet de police, kolback de lieutenant aux grenadiers...[N 4],[B 28].

### Filmographie
- Sur les pas du Roi Albert et de la Reine Élisabeth, mes grands-parents : ce documentaire de 140 minutes réalisé par Nicolas Delvaulx pour la RTBF en 2014 présente une séquence filmée aux Amerois où est notamment évoquée la figure du prince Baudouin, en présence de sa petite-nièce la princesse Marie-Esméralda de Belgique[14].

### Galerie

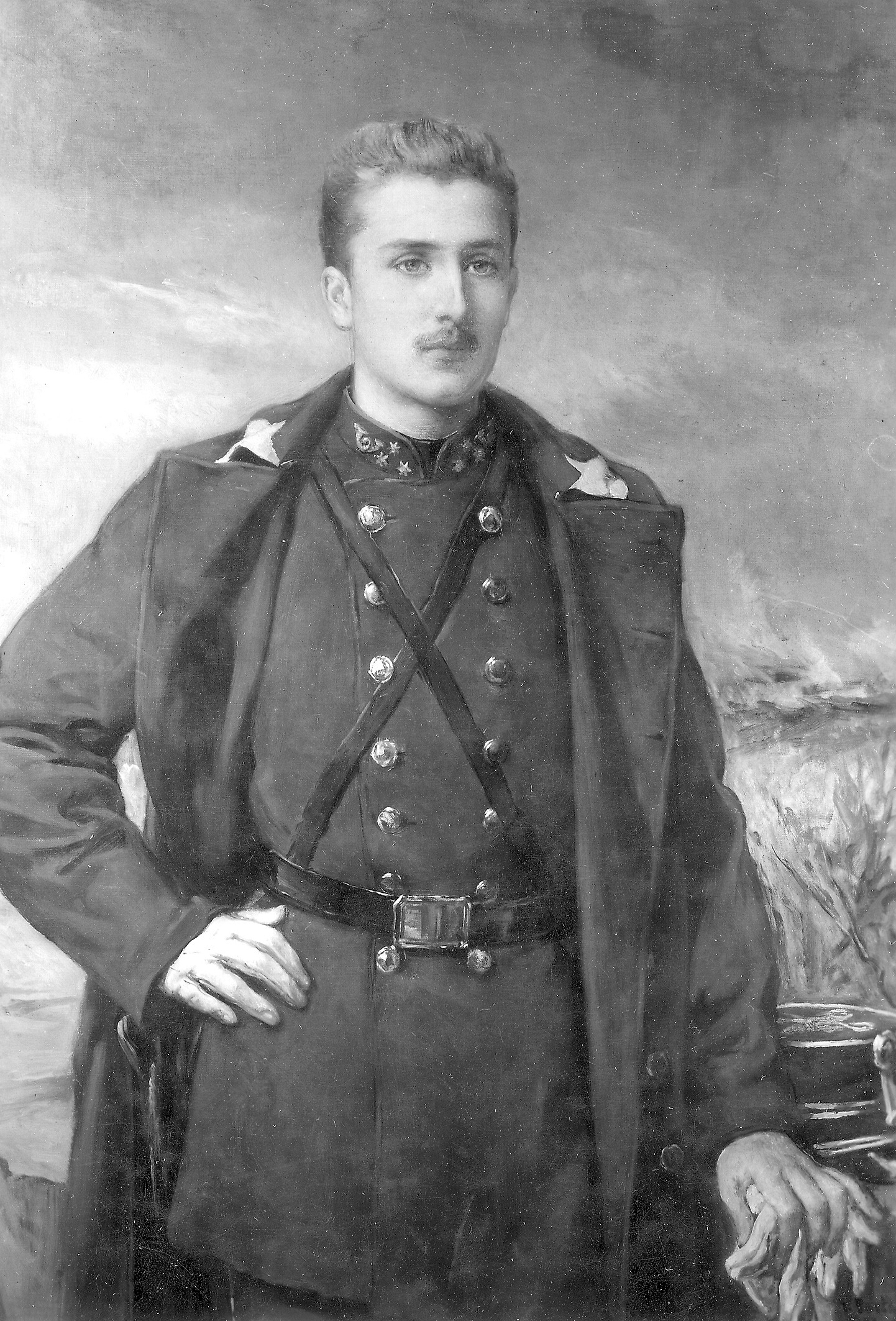
Baudouin en uniforme des carabiniers par Jean-François Portaels (1891).
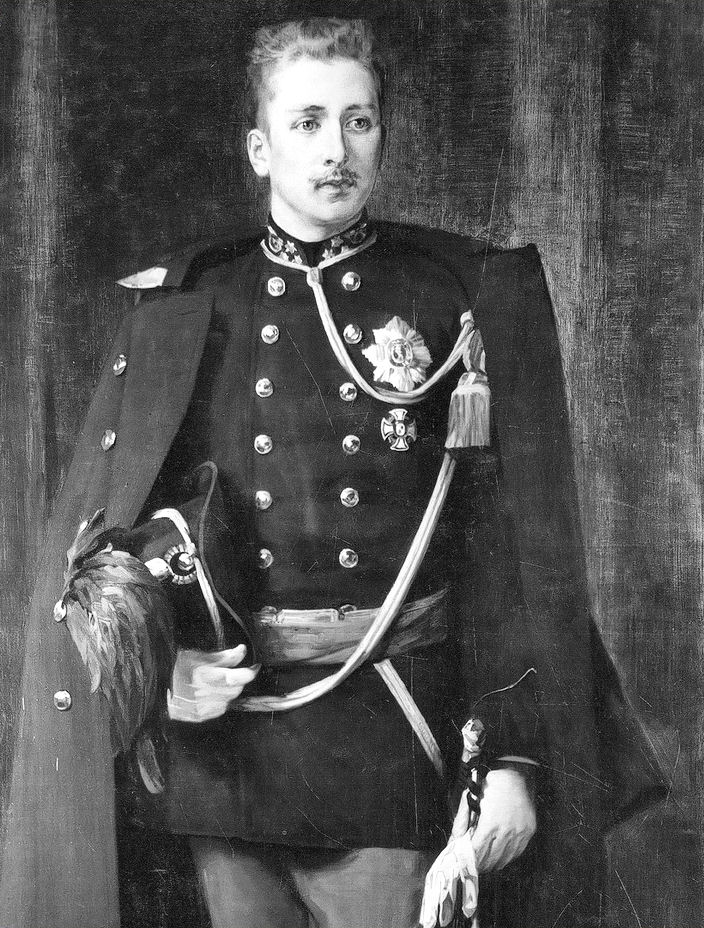
Baudouin en uniforme des grenadiers par Gustave Vanaise (1893).
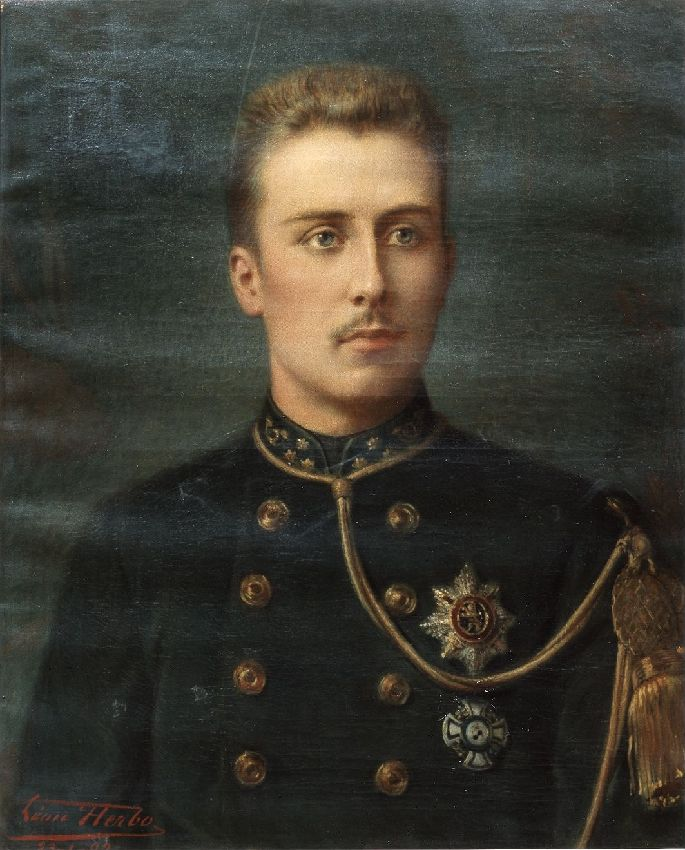
Baudouin en uniforme des carabiniers par Léon Herbo (1892), conservé au sénat.
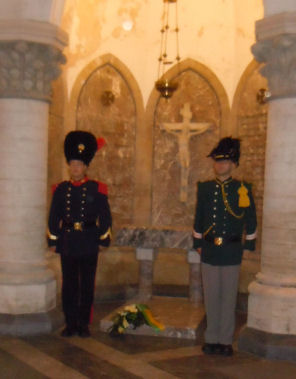
Sépulture de Baudouin à la Crypte royale de Laeken.

## Historiographie

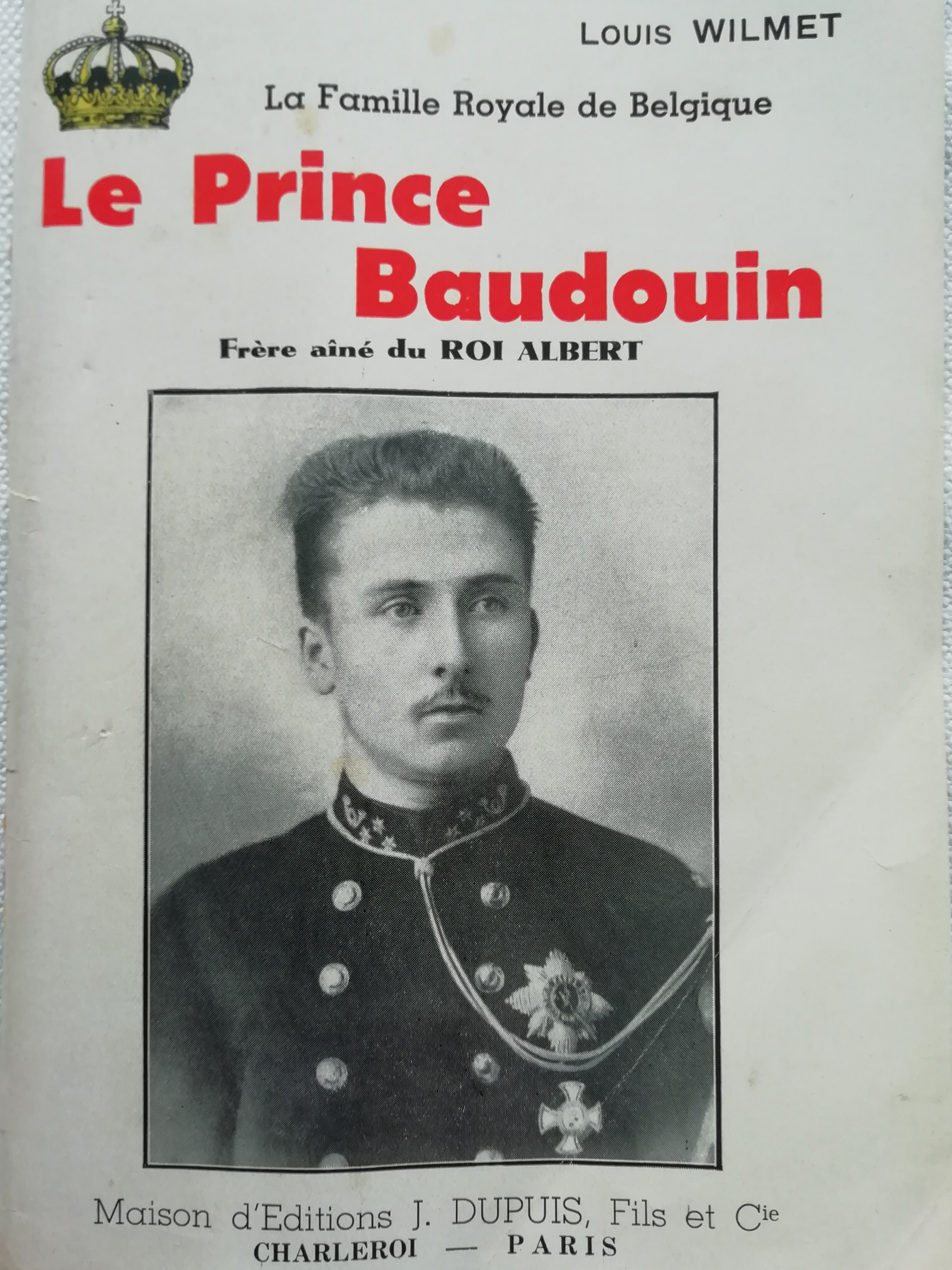
Biographie par Louis Wilmet (1938).

La courte vie du prince Baudouin n'empêche pas de jeter un regard sur son rôle en ces années 1880 qui voient le développement de la mouvance socialiste belge. Le roi Léopold II a sciemment utilisé l'image de son neveu dans une volonté d'y opposer un symbole de continuité dynastique. Le comte de Flandre, père de Baudouin, ne souscrivait pas à cette « mise en scène monarchique ». L'image de Baudouin, davantage que sa personne, a exacerbé les passions s'exprimant dans la presse et également dans l'espace public. Chaque tentative du palais de présenter Baudouin comme un héritier capable de succéder à son oncle se heurte à une critique systématique souvent très acerbe, émanant de l'organe officiel du Parti ouvrier belge, Le Peuple qui paraît dans le paysage médiatique belge en 1885. Les « entrées en scène » de Baudouin (catastrophe minière de Quaregnon, fêtes de Bruges, visite à Couillet ou manœuvres de Roulers) constituent autant d'épisodes dont se saisissent les éditorialistes socialistes pour livrer une analyse dépréciative : « On pratique dans la famille royale l'art de cultiver la réclame » affirme Le Peuple en 1887, déconstruisant les récits dithyrambiques des journaux monarchistes et affublant l'héritier de vocables soulignant sa grande jeunesse, voire son impréparation au règne : « le jouvenceau », « Baudouin le biberonné »... .  
Sa mort brutale surprend une population incrédule qui ne peut admettre qu'un jeune homme, qu'elle croyait jouir d'une santé florissante, perde ainsi brutalement la vie. Il s'ensuit des rumeurs de suicide et de duel relayées par la presse, sans qu'aucun crédit puisse leur être accordé. En réponse à ces calomnies, les réponses outrées, elles aussi, fleurissent. Baudouin est élevé au rang de héros, voire de saint. À la chambre des Représentants, le ministre d'État Alphonse Nothomb déclare : « Tel jadis Marcellus fut le deuil de Rome, il frappe aujourd'hui la Belgique : elle est touchée au cœur. ». On se hâte d'imprimer des récits presque hagiographiques. Un siècle après sa mort, des anecdotes fleurissent encore au sujet de la magnanimité du prince et de sa proximité avec les humbles. Ainsi, un historien local d'Auderghem affirme que le carrefour Léonard, dans la forêt de Soignes, doit son nom à un dénommé Léonard Boon, modeste plâtrier qui y avait installé, en 1884, un estaminet clandestin dans une roulotte et bénéficiait de la protection et de la bienveillance du prince Baudouin car il l'avait un jour aidé à retrouver son chemin dans la forêt.
En dépit de sa brève existence, Baudouin a été étudié dans deux monographies. La première est due à Louis Wilmet, lequel a pu consulter les archives privées des deux sœurs du défunt (Henriette et Joséphine) et a rédigé un récit assez conventionnel, mais complet, de la vie du prince en 1938. La narration plaisante est parfois desservie par des envolées lyriques : « Hélas ! Sortie des ténèbres infernales, au lendemain de sa mort, la noire calomnie a jeté boue et bave sur la plus sainte des vies, sur la plus limpide des mémoires [...] on croit rêver quand on entend calomnier ainsi un jeune homme qui, aux dires de ceux qui l'ont connu intimement, mourait à vingt-et-un ans avec sa virginité et n'eut jamais un péché mortel sur la conscience [...] oui la lumière de la sainteté blesse les yeux malades [...] oui Satan joue magistralement de la vanité humaine. ».
En 2013, paraît, sous la plume de Damien Bilteryst, une seconde biographie qui met en perspective la vie de Baudouin dans le contexte politique et social bien particulier des années 1880 en Belgique. Cet ouvrage relève aussi de l'histoire des mentalités en révélant le caractère d'un prince qui assiste aux prémices de l'expansion coloniale (son enthousiasme pour les projets de son oncle décline progressivement), à l'émergence de la question sociale (qu'il entrevoit sans le concours des socialistes) et à celle du bilinguisme (dont il est acteur malgré lui). Baudouin est un témoin-clé de l'action politique de son oncle qui n'hésite pas à instrumentaliser son neveu et à le former selon ses vues. Cependant, Baudouin se construit selon des codes davantage influencés par ses parents, son précepteur Jules Bosmans et sa famille maternelle, les Hohenzollern, que par la vision du roi.

## Honneurs

### Phaléristique
- Grand cordon de l'ordre de Léopold (Belgique) (3 juin 1887)[19].
- Grand-croix de l'ordre de la Croix du Sud (Brésil)[20].
- Grand commandeur de l'ordre royal de la Maison de Hohenzollern (15 novembre 1887)[19].
- Grand-croix de l'ordre de la Tour et de l'Épée (Portugal)[20].
- Chevalier de l'ordre de l'Aigle noir (Prusse) (22 septembre 1889)[B 33].
- Grand-croix de l'ordre de la Maison ernestine de Saxe (duché de Saxe-Cobourg et Gotha) (15 novembre 1885)[W 18].

### Commandement militaire étranger
Le prince Baudouin est chef du régiment des Dragons hanovriens, dont il porte l'uniforme lorsqu'il se rend en visite officielle en Allemagne.

### Sphère militaire
Par arrêté royal du 20 juillet 1930, le roi Albert Ier décide que le 1er régiment de carabiniers porterait le nom de son défunt frère, qui avait jadis servi dans cette unité, et s'appellerait désormais Régiment Carabiniers Prince Baudouin. À la suite d'une restructuration de l'armée, le Régiment Carabiniers Prince Baudouin fusionne avec le 1er régiment de grenadiers le 27 juin 1992 pour former le régiment actuel. L'unité s'appelle depuis lors Régiment Carabiniers Prince Baudouin - Grenadiers et garde son rôle d'infanterie mécanisée. Stationnée à Bourg-Léopold, elle compte en ses rangs, en 2020, 400 militaires. Ce bataillon d'infanterie légère opérationnel fait partie de la Brigade Motorisée. Son importante flexibilité lui permet d'être déployé sur tous les théâtres d'opération au travers du monde, que ce soit par le terrain, l'air ou l'eau.

### Hommage familial
Le 7 septembre 1930, naît le premier fils du prince Léopold duc de Brabant et de la princesse Astrid. Le roi Albert Ier, grand-père et parrain du nouveau-né, propose que l'enfant soit appelé Baudouin. Le roi Baudouin porte donc le prénom de son défunt grand-oncle.

### Toponymes

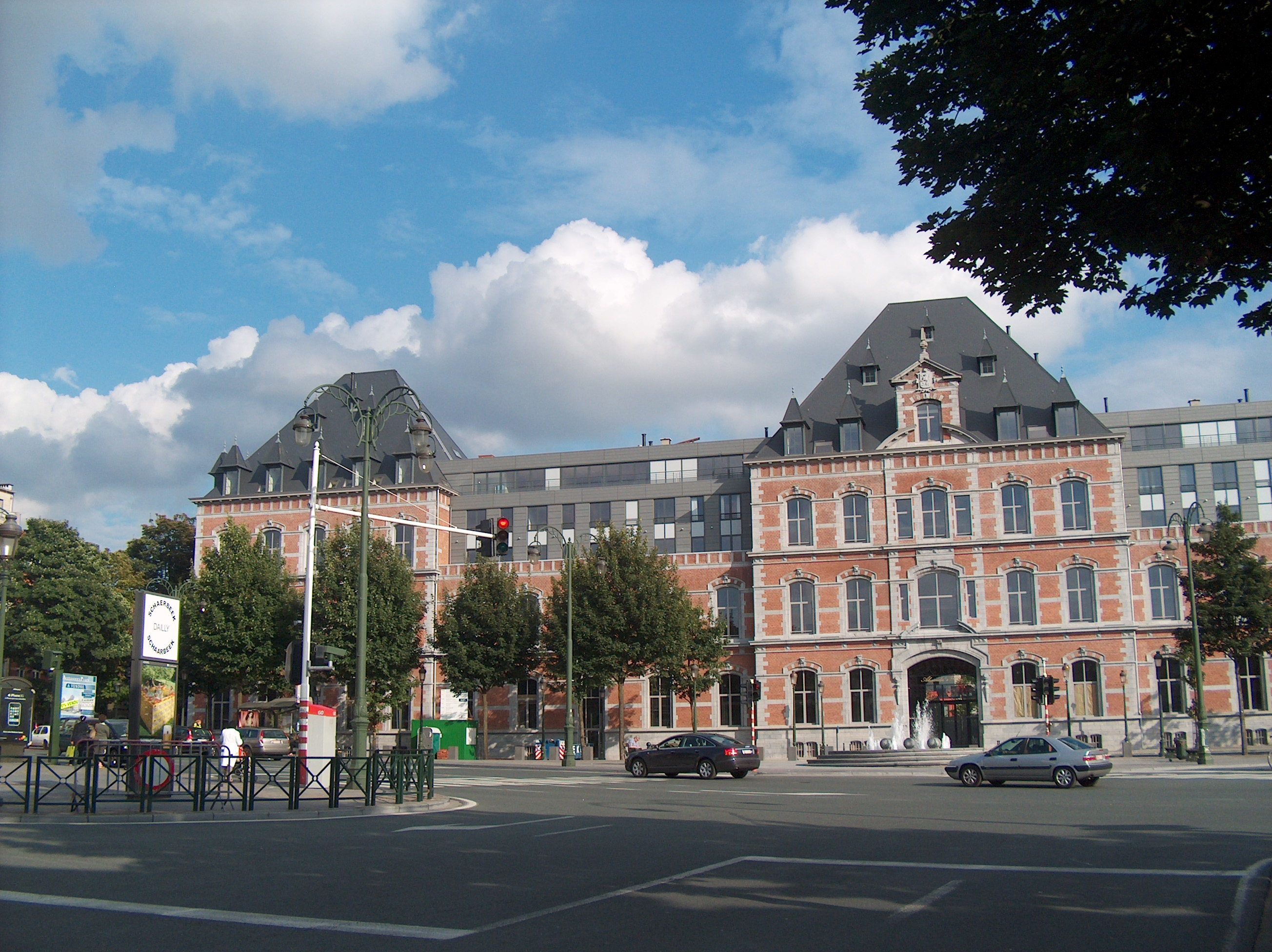
Caserne Prince Baudouin à Schaerbeek.

- À Bruxelles, le boulevard Baudouin reliant la place de l’Yser à l’avenue du Boulevard, qu’elle rejoint à hauteur du boulevard du Roi Albert II porte le nom du prince Baudouin dès 1879[23].
- Le steamer Prince Baudouin, est l'une des sept malles reliant Ostende à Douvres. Construit en 1872 par les chantiers Cockerill d'Anvers, ce bateau à vapeur d'une force de 220 chevaux est mis en service l'année suivante. Le 1er février 1892, lors d'une tempête, le steamer se heurte au quai d'embarquement à Douvres, alors qu'il s'apprêtait à embarquer les passagers à destination d'Ostende et sombre à la suite du choc. On réussit à le remettre à flot et à le remorquer dans le port[24]. Les dégâts étant trop importants, le paquebot est vendu publiquement comme épave en 1897[25].
- La caserne Prince Baudouin est construite de 1888 à 1894 sur la place Dailly, à Schaerbeek, commune de la Région Bruxelloise par l'architecte Otto Geerling à l'emplacement de l'ancien Tir national. Son nom rend hommage au prince Baudouin. Un buste du prince, dû au ciseau de Thomas Vinçotte y est installé lors d'une cérémonie solennelle le 17 février 1898 en présence du comte et de la comtesse de Flandre, de la princesse Henriette, du duc de Vendôme et du prince Albert[26]. À l'origine, le Régiment des Carabiniers auquel appartenait le prince Baudouin occupe les lieux. La caserne sert d'hôpital militaire allemand (Kriegslazarett IV) durant la Première Guerre mondiale. La caserne est occupée par l'armée belge jusqu'en 1976. Par la suite, plusieurs immeubles de logements et de commerces sont édifiés sur le site des anciennes casernes qui inclut également le théâtre de La Balsamine complètement restauré[27].
- La mission de Baudouinville au Congo belge est nommée en son honneur en 1893. La ville porte depuis 1972 le nom de Moba[28].

## Actes de l'État-civil
|                                                     |
| Acte de naissance du prince Baudouin (3 juin 1869). |

|                                                     |
| Acte de décès du prince Baudouin (23 janvier 1891). |